# 池田裕一
池田 裕一（いけだ ゆういち、1960年9月27日 - ）は日本のミュージシャン、シンガーソングライター。作詞・作曲家。東京都出身。ロックバンドThe Bunny's（ザ・バニーズ）のボーカル・リーダーを務める。JASRAC日本音楽著作権協会会員。

## 経歴
1975年
- 中学の同級生らとキャロルのコピーバンド「CHARME」（シャルム）結成[1]。

1982年
- ロックバンド「トラッカーズ」[2]を経て、元ザ・ベガーズ[3]中井俊樹、現The Bunny's中澤祐司らと共に「Dance」結成。都内ライブハウスを中心としたライブ活動を始める。

1986年
- 中井脱退後、活動休止。

1987年
- 残った池田と中澤がバンドを立て直すべく曲作りとリハーサルを重ね、当時使用していたスタジオの紹介でドラムの須田裕一が加入。そしてすぐにキーボードの関根雅邦も加入となる。この時のバンド編成は、Vo.&B.池田　G.中澤　D.須田　Key.関根。

1988年
- スタジオに見学に来ていた須田の友人の藪下が、池田からの「何しに来たんだ、早く弾け!」の一言でバンド加入となる。同年12月、上野エルビスサウンドにて、このメンバーでのデビューライブが行われた。出演時のバンド名は「Dance」。

1989年
- 池田が応募した「三宅裕司のいかすバンド天国」（TBS）に出演が決まったことでバンド名を変更。葛飾区奥戸のデニーズでのミーティングでバンド名を「The Bunny's」（ザ・バニーズ）と決定する。
- 5月、「三宅裕司のいかすバンド天国」（TBS）出演。「ベストコンセプト賞」「審査員特別賞」受賞。5月の月間ベスト10バンドに選ばれる。*出演時の衣装は中澤の提案で全員、青いニッカポッカに統一された。
  - 当時の所属事務所は「SKサウンドコーポレーション」[4]。
- 11月、「内田裕也ニューイヤーロックフェスティバル」のオーディションにて全国1,200バンドの頂点となる[5]。
- 12月、有楽町ニッポン放送で行われた記者会見では内田裕也はもちろんのこと、関西から選出された「市民」も同席した[6]。
  - この年の暮れより4年間にわたり同フェスティバルに出演。バンドコールは毎年安岡力也が担当。

1996年
- ニッポン放送主催「五つの赤い風船メンバーオーディション」テープ審査を通過しビクター青山スタジオで行われたライブ審査へ出場。西岡たかし氏より「特別賞」を授与。

1998年
- The Bunny's結成10周年記念ライブに、池田がアマチュア時代から親交のあった元RCサクセションの小川銀次がゲスト出演。
  - 余談ではあるが、元々造園師であり街路樹剪定士でもある池田が小川銀次宅の庭の手入れもしていた。[7]。

2006年
- アコースティックギターの弾き語りによるソロ活動を開始する[8]。

2008年
- 宝塚チックなロックンロールバンド「池田組」結成。
  - Vo. 池田裕一 （The Bunny's）
  - G.  浜田哲郎 （Rock'n'Roll Boss）
  - G.  粟飯原勇次（Rock'n'Roll Boss）
  - B.  中村寿考（STUDIO 2 TIMES）
  - D.  星野宏明（Rock'n'Roll Boss）

2009年
- DAIBA MUSIC FACTORY 2009　ファイナリスト[9]。

2010年
- JCNコアラ葛飾・熱い人応援プロジェクト「池田裕一ドキュメンタリー」放送。[10]

2013年
- イケベ×エピフォンMUSIC GRANDPRIX 「ベストパフォーマー賞」受賞[11]　The Bunny's

2015年
- 「鮪兄弟」結成。Vo.&B.池田裕一/G.中澤祐司/Dr.須田裕一

2023年
　　バリンスのボーカルとして「かつしかバンドフェスティバル」に出演

## 作品
- 1986年 「無修正」(Suginami Records)　Dnace
  - 「Blue the night」作詞・曲/池田裕一
  - 「Speed Game」作詞/寺島 宏　曲/池田裕一
- 1987年　「Little My Last Lady」(Studio-M) 池田裕一
  - 「Little My Last Lady」作詞・曲/池田裕一
  - 「Tonight」作詞・曲/池田裕一
- 1988年　「Dance Best」(Studio-M) Dance
  - 「So Cry」他全10曲　作詞・曲/池田裕一
- 1989年「いか天[完全]完奏版5月」(BAND STOCK)　The Bunny's
  - 「Midnight Blues」作詞・曲/池田裕一
- 1990年「いいかげんにしてくれ」(BQレーベル) The Bunny's
  - 「傷心」他全13曲　作詞・曲/池田裕一
- 1995年「ちょっと待ってくださいネェーちゃん」(Studio-M) The Bunny's
  - 「Wake Up!」他全10曲　作詞・曲/池田裕一
- 1998年オムニバスアルバム「か」(Music-Box) The Bunny's
  - 「こんなもんでいかがでしょうか？」「Midnight Blues」作詞・曲/池田裕一
- 2000年「乾いた風/穴が熱いぜ！」(Studio-M) The Bunny's
  - 「乾いた風」作詞・曲/池田裕一　「穴が熱いぜ！」作詞/須田裕一　作曲/池田裕一
- 2007年「いい加減」(CrunchTime Records) 池田裕一
  - 「狂った水」他全15曲　作詞・曲/池田裕一
- 2008年「他力本願」(CrunchTime Records) 池田裕一
  - 「真夜中のサイン」他全14曲　作詞・曲/池田裕一
- 2009年「一石二鳥」(CrunchTime Records) 池田裕一
  - 「俺のこの胸で」他全6曲　作詞・曲/池田裕一
- 2010年「ロックンロールダイナマイト」(HighwaysRecords)　The Bunny's
  - 「白いカラス」他全8曲　作詞・曲/池田裕一
- 2012年「切り札」(CrunchTime Records)　池田裕一
  - 「眠れない夜にブルースが聞こえる」他全30曲　作詞・曲/池田裕一
- 2013年「一石二鳥デラックス」(CrunchTime Records)　池田裕一
  - 「忘れられなくて」他全10曲　作詞・曲/池田裕一
- 2017年「春」「夏」「秋」「冬」The Bunny's
  - 「四つ木越え」他、各4曲入り全16曲　作詞・曲/池田裕一
- 2019年「ギャンブラー」「涙の雨」「SLOW DOWN」The Bunny's
- 2021年 アルバム「ごめんなさい」全５曲  作詞・曲/池田裕一　 配信スタート
- シングル「涙の雨」作詞/Exsellent Peak 作曲/池田裕一 配信スタート

### 出演作品
- 1989年「いか天[完全]完奏版5月」
- 1990年「魚からダイオキシン!!」
- 2010年JCNコアラ葛飾・熱い人応援プロジェクト「池田裕一ドキュメンタリー」

### 提供作品
- 1999年「乾いた風」　海老沼 努
- 2008年「悲しすぎるぜ」　YYブレンド
- 2011年「ぐでんぐでん/あの風にのって」　江本有利(CrunchTime Records)作詞・曲/池田裕一
- 2012年オムニバスアルバム世界進出計画VOL.1(Yumemino-Onsenmura)「ハイ！ハイ！ハイ！」　Maika  作詞・曲/池田裕一　編曲/なつし聡
- 2016年「その人生に後悔しろ」　登坂 隆